# Wolf Hirth
Wolfram Kurt Erhard Hirth (28 février 1900 – 25 juillet 1959) est un pionnier allemand du vol à voile et un concepteur de planeurs. Il a cofondé Schempp-Hirth, une société de construction aéronautique encore active et renommée de nos jours.
Hirth est né à Stuttgart. C'est le fils d'un ingénieur et fabricant d'outils. Il est le frère cadet de Hellmuth Hirth, qui a fondé la société Göbler-Hirthmotoren, un motoriste pour avions.
Jeune homme, Hirth prit des leçons de pilotage et, très vite, rejoignit la Wasserkuppe, qui était alors la Mecque du mouvement vélivole allemand, où il obtint sa licence en 1920. En 1924, Hirth perdit une jambe dans un accident de moto. Par la suite, il volera toujours équipé d'une prothèse de jambe en bois. Il a gardé le péroné de sa jambe dans un étui à cigarette.
En 1928, il obtint son diplôme d'ingénieur de l'Université de Stuttgart et se concentra alors sur la construction d'aéronefs,. Il se tourna à nouveau vers le vol à moteur, participa à des meetings aériens où il se mesura à la pionnière Margret Fusbhan qui le surclasse (palier cible, largage de sac posta) et remporta la coupe Hindenburg, parmi d'autres prix. Pendant les dix années qui suivirent, il fit le tour du monde en promouvant le vol à voile à travers l'Europe, les États-Unis, le Japon, l'Amérique du Sud et l'Afrique du Sud. Le 10 mars 1931, il donna une démonstration de planeur acrobatique au-dessus de New York. Lors d'une de ces exhibitions, il se blessa grièvement lors d'un accident en Hongrie et passa plusieurs mois à l'hôpital. Avec Robert Kronfeld, ils furent les premiers pilotes à remporter l'Insigne d'Argent C. Il était l'instructeur en chef à l'école de pilotage de Grünau dans les monts des Géants, à l'époque possession allemande.
Wolf Hirth participa aussi au Challenge International de Tourisme 1929, 1932 (6e place) et 1934 (13e place), un rallye d'avions de tourisme très populaire de l'époque. Après quelque temps aux États-Unis, il revint en Allemagne en 1934 pour fuir la Grande Dépression.
Avec l'assistance de Wolf Hirth, Martin Schempp lança sa propre société en 1935: "Sportflugzeugbau Göppingen Martin Schempp". En 1938, Wolf Hirth, principalement responsable du dessin, devint officiellement actionnaire dans la société qui changea de nom en “Sportflugzeugbau Schempp-Hirth”. La société fut délocalisée à Kirchheim unter Teck la même année. Un premier planeur d'entraînement fut créé, le Gö 1 (en), dans l'intention de rivaliser avec le Grunau Baby. Néanmoins, le premier vrai succès de la société arriva avec le Gö 3, facilement reconnaissable à son élégante aile en mouette et qui battit plusieurs records et gagna des championnats dans le monde entier.
Hirth garda la direction de la firme tout au long de la Seconde Guerre mondiale. En 1940, ils commencèrent à fabriquer des pièces d'assemblage pour le Messerschmitt Me 323, le Messerschmitt Bf 109 et d'autres avions. À partir de 1945, la société fabriqua des meubles et autres composants en bois pour l'industrie jusqu'à ce que la production de planeurs puisse reprendre en 1951. Hirth fut élu Président de l'Aéro-club d'Allemagne en 1956.
Wolf Hirth fut frappé d'une crise cardiaque en pilotant son planeur acrobatique Vogt Lo-100 (en) en 1959 et décéda dans le crash qui s'ensuivit.